# Add the Blonde
Add the Blonde è il primo album in studio della cantante polacca Margaret, pubblicato nel 2014.

## Tracce
1. Wasted – 3:20
2. Heartbeat – 3:17
3. Broke But Happy – 3:42
4. Too Little of Love – 3:44
5. As Good as You – 3:46
6. Tell Me How Are Ya – 3:27
7. Thank You Very Much – 3:10
8. All I Need – 3:53
9. L.O.L. – 3:12
10. I Get Along – 3:24
11. Click – 3:27
12. Get Away – 3:03
13. Dance for 2 – 2:54
14. Start a Fire – 3:23